# جون روجرز (سياسي أمريكي، مواليد 1813)
جون روجرز (بالإنجليزية: John Rogers) هو سياسي أمريكي، ولد في 9 مايو 1813، وتوفي في 11 مايو 1879. نشط حزبياً في الحزب الديمقراطي. وقد انتخب عضو مجلس النواب الأمريكي.